# 3830-as busz
A 3830-as jelzésű autóbuszvonal egy Halmaj és Csenyéte között húzódó helyközi vonal, amelyet a Volánbusz Zrt. üzemeltet Baktakék és Felsőgagy érintésével.

## Útvonala
Halmaj vasútállomásáról indul. A 3-as főút felé indul el, majd a főúttal együtt az M30-as autópályát is keresztezi. Első település Kázsmárk. A 2624-es mellékúton halad tovább, Léh következik, aztán a szomszédja, Rásonysápberencs (a megye leghosszabb nevű települése). 3 kilométer választja el Detektől és a vele szinte összenőtt Berettől. A maga 800 lakosával Baktakék a környék egyik nagyobbik községe, a vonalnak vonalközi végállomása is. Alsógagy településre robog tovább, előtte 1 tanítási napokon közlekedő járat Gagyapáti zsákfalut is felkeresi. A gagyapátis forda csak Felsőgagyig közlekedik, mindössze egyetlen tanszüneti munkanapi pár szolgálja ki Csenyéte zsákfalut, a vonal végállomását.
Ellentétes irányban nem tér ki Gagyapátira. Ezen kívül útvonala változatlan.

## Közlekedése
Indításszáma alacsony, az a néhány busz is általában Baktakéken végállomásozik. Egy-kettő másik vonal is azonos útvonalon halad. Halmajon vasúti csatlakozás biztosított Miskolc és Forró-Encs vasútállomás (Encs) felé és felől.
| Viszonylat                               | Indításszám     | Közlekedési rend          |
| ---------------------------------------- | --------------- | ------------------------- |
| Halmaj, vá. – Rásonysápberencs, aut. vt. | 1 oda           | tanítási napokon          |
| Halmaj, vá. – Rásonysápberencs, aut. vt. | 2 pár           | tanszünetben munkanapokon |
| Halmaj, vá. – Baktakék, aut. ford.       | 1 oda, 2 vissza | tanítási napokon          |
| Halmaj, vá. – Baktakék, aut. ford.       | 2 pár           | tanszünetben munkanapokon |
| Halmaj, vá. – Baktakék, aut. ford.       | 1 pár           | hétvégén                  |
| Halmaj, vá. – Felsőgagy, csenyétei elág. | 1 pár           | tanítási napokon          |
| Halmaj, vá. – Csenyéte, harangláb        | 1 pár           | tanszünetben munkanapokon |

## Megállóhelyei
| 0                                  | Halmaj, vasútállomás végállomás                           | 0.0 km  | 3716, 3719, 3720, 3721, 3722, 3723, 3728, 3829 Hernád nemzetközi InterCity, személyvonat – Halmaj [90.] |
| 1                                  | Halmaji elágazás                                          | 1.2 km  | 3716, 3719, 3720, 3721, 3722, 3723, 3728, 3829                                                          |
| 2                                  | Kázsmárk, tanya                                           | 2.3 km  | 3716, 3719, 3722                                                                                        |
| 3                                  | Kázsmárk, Fő utca 45.                                     | 3.4 km  | 3716, 3719, 3722                                                                                        |
| 4                                  | Kázsmárk, óvoda                                           | 4.2 km  | 3716, 3719, 3722                                                                                        |
| 5                                  | Léh, autóbusz-váróterem                                   | 5.7 km  | 3716, 3719, 3722                                                                                        |
| 6                                  | Léh, Rákóczi utca 24.                                     | 6.5 km  | 3716, 3719, 3722                                                                                        |
| 7                                  | Rásonysápberencs, Rákóczi utca                            | 7.4 km  | 3716, 3719, 3722                                                                                        |
| 8                                  | Rásonysápberencs, autóbusz-váróterem vonalközi végállomás | 8.4 km  | 3716, 3719, 3722                                                                                        |
| 9                                  | Detek, községháza                                         | 11.5 km | 3716, 3719, 3722                                                                                        |
| 10                                 | Beret, községháza                                         | 13.0 km | 3716, 3719, 3722                                                                                        |
| 11                                 | Beret, Rákóczi utca 10.                                   | 13.8 km | 3716, 3719, 3722                                                                                        |
| 12                                 | Baktakék, iskola                                          | 14.6 km | 3716, 3719, 3722                                                                                        |
| 13                                 | Baktakék, fancsali elágazás                               | 15.0 km | 3716, 3719, 3722, 3811, 3812, 3815                                                                      |
| 14                                 | Baktakék, községháza                                      | 15.4 km | 3716, 3719, 3722, 3811, 3812, 3815                                                                      |
| 15                                 | Baktakék, autóbusz-forduló vonalközi végállomás           | 16.4 km | 3716, 3719, 3722, 3811, 3812, 3815                                                                      |
| Tanítási napokon 1 indítás érinti. |                                                           |         | |
| ∫                                  | Gagyapáti, községháza                                     | ∫       | 3719 |
| 16                                 | Alsógagy, gagyapáti elágazás                              | 19.7 km | 3719, 3811, 3815                                                                                        |
| 17                                 | Alsógagy, templom                                         | 20.2 km | 3719, 3811, 3815                                                                                        |
| 18                                 | Felsőgagy, Arany János utca                               | 22.7 km | 3719, 3811, 3815                                                                                        |
| 19                                 | Felsőgagy, csenyétei elágazás vonalközi végállomás        | 23.2 km | 3719, 3811, 3815                                                                                        |
| 20                                 | Csenyéte, harangláb végállomás                            | 26.0 km | 3719, 3811, 3815                                                                                        |